# Canarias (C-21)
El Canarias (C-21) va ser un creuer pesat de l'Armada Espanyola. Va ser construït a Espanya per la filial de Vickers-Armstrongs, Societat Espanyola de Construcció Naval, amb un disseny britànic, i era una versió modificada de la classe County de la Royal Navy. El Canarias va estar en servei pel bàndol Nacional durant la Guerra Civil espanyola.
Es va convertir en la més cèlebre unitat de la Marina de Guerra espanyola, de la qual va ser el vaixell insígnia durant gairebé quaranta anys, en els que va patir diverses reformes per mantenir-lo operatiu.

## Història
La seva construcció es va ordenar durant la dictadura del general Miguel Primo de Rivera. El Canarias va ser posat en grada el 15 d'agost de 1928 i la seva avarada va tenir lloc el 28 de maig de 1931 a Ferrol en presència del recentment nomenat ministre de Marina, Santiago Casares Quiroga, l'esposa del qual va ser-ne la padrina. El 27 de setembre de 1934, va realitzar les proves de mar amb una comissió avaluadora a bord i encara sense la seva artillería. No va entrar en servei fins a setembre de 1936.

### Guerra civil espanyola
Va prendre part en la guerra civil espanyola servint al bàndol dels Nacionals. La seva velocitat de 33 nusos, juntament amb la seva artilleria, era temuda pels vaixells de la Marina de la República durant la Guerra Civil, a l'igual que el seu bessó, el Baleares; semblava que ambdós vaixells podien aparèixer en qualsevol lloc en qualsevol moment. La seva potent artilleria va fer que participés en diversos bombardejos de costa, va participar en operacions de bloqueig naval de la mar Cantàbrica i va capturar diversos vaixells amb armes i subministraments per a la República.

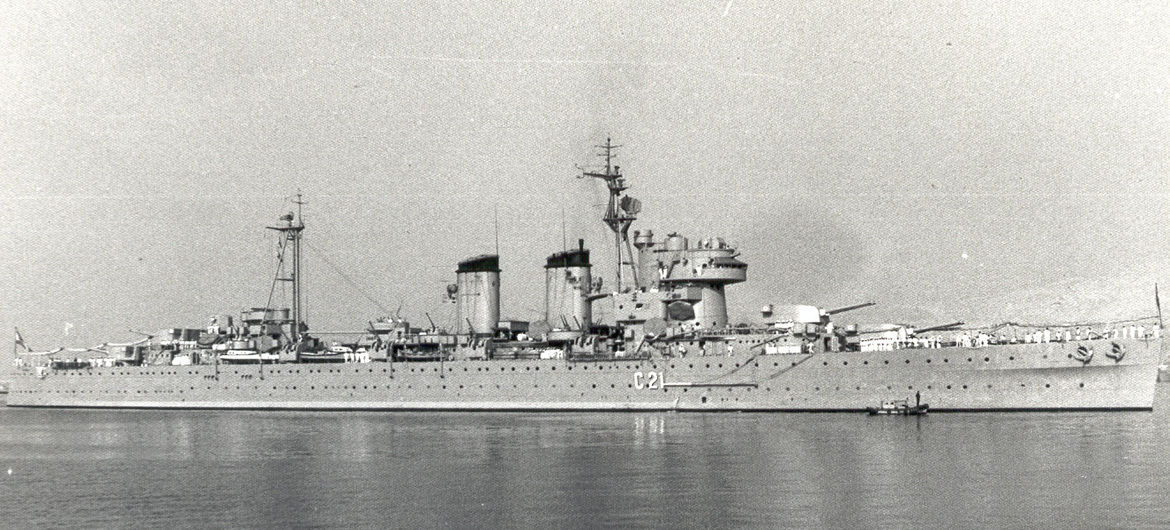
El Canarias amarrat al port d'Almeria.

El 13 de setembre el seu comandant primer era Francisco Bastarreche. La seva primera acció a la guerra va ser a la batalla del cap Espartel el setembre de 1936, quan va enfonsar en aigües de l'Estret al destructor Almirante Ferrándiz, de la classe Churruca, després d'inutilitzar una de les seves calderes amb un tir gairebé impossible (la tercera salva a 20 km de distància), de manera que l'estret de Gibraltar va quedar lliure per al pas de l'exèrcit revoltat d'Àfrica a la península.
El 12 de desembre de 1936 va enfonsar el vapor soviètic Komsomol enfront de les costes d'Orà, enfonsament que va tenir repercussió internacional i va fer augmentar les reticències soviètiques al suport de la República amb els seus mercants.
El 8 de febrer de 1937, durant l'ocupació de Màlaga va participar en la massacre de la carretera Màlaga-Almeria on milers de civils van ser massacrats en la seva fugida cap a Almeria. El 5 de març de 1937 va prendre part en la batalla del cap Machichaco. El 25 d'abril de 1937, juntament amb el seu bessó, el creuer Baleares, va assetjar a l'esquadra de la República quan entrava a Cartagena després de bombardejar Màlaga. Després d'un curt intercanvi de trets, els creuers dels revoltats es van allunyar per evitar les bateries de la costa de 380 mm. El 15 d'agost de 1937, va bombardejar la ciutat d'Alacant.
El 1938 va bombardejar el port de Barcelona. El 6 de març de 1938 va participar en la batalla del cap de Palos, en la qual va ser torpedinat i enfonsat el creuer Baleares. A l'agost de 1938 va interceptar al destructor José Luis Díez, que intentava passar a la Mediterrània, obligant-lo a refugiar-se a Gibraltar.

### Segona Guerra Mundial
Després de l'enfonsament del cuirassat alemany Bismarck per la Marina Reial Britànica, va sortir a la mar per buscar supervivents, sense èxit.

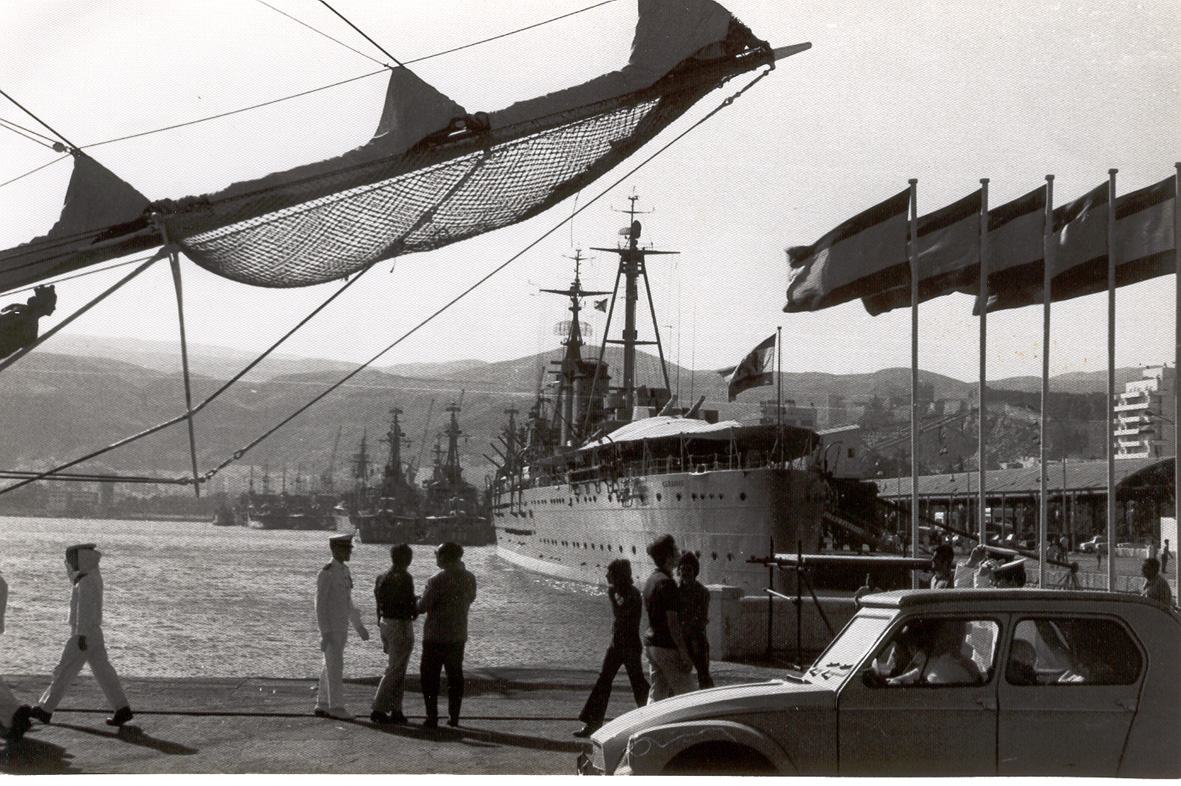
EL Canarias al port de Ribera, Almeria, als anys 1970.

### Guerra d'Ifni i altres serveis dels anys 1950 i 1960
El Canarias va participar en la guerra d'Ifni efectuant bombardejos de costa i recolzant a les unitats terrestres assetjades pels marroquins. El 7 de desembre de 1957, una flota composta pel creuer Canarias, el creuer Méndez Núñez i els cinc destructors Churruca, Almirante Miranda, Escaño, Gravina i José Luis Díez va realitzar una actuació de força per a intentar intimidar al Govern del Marroc. Es van apostar en xafarranxo de combat enfront del port d'Agadir i van apuntar amb les seves peces diversos objectius d'aquest port, sense disparar, contra la ciutat.
Després del conflicte, al maig de 1962, va traslladar a Atenes el ministre de marina, l'Almirall Felipe José Abárzuza y Oliva, en qualitat d'ambaixador extraordinari de l'aleshores cap de l'estat Francisco Franco, per l'enllaç matrimonial de Joan Carles de Borbó i Borbó i Sofia de Grècia i Dinamarca.
A principis de 1963, va ser enviat en persecució del transatlàntic portuguès Santa Maria de 21 000 t, que mentre cobria la ruta Caracas-Lisboa-Vigo, va ser segrestat per un comando del Directori Revolucionari Ibèric d'Alliberament. El Canarias no va arribar a trobar el vaixell, que s'havia acabat refugiant a Recife, on els segrestadors van rebre asil polític.

### Evacuació de Guinea Equatorial
El 1969, durant la crisi diplomàtica entre Espanya i Guinea Equatorial, al costat dels transportadors d'atac Aragón i Castilla, el Canarias va participar en les operacions d'evacuació de la colònia.

### Maniobres i visites
A l'octubre de 1969, va participar en les maniobres hispano-franceses Faron IV en aigües properes a Barcelona, amb la presència de l'aleshores príncep Joan Carles de Borbó i Borbó a bord del portaavions lleuger Dédalo.
Poc després, el 12 de novembre de 1969, mentre estava a Ferrol, va patir una petita col·lisió amb el destructor Álaba, quan aquest va patir una avaria al timó.

## Atacs delCanariasa les costes dels Països Catalans durant la Guerra Civil espanyola
- 30 d'octubre de 1936 - Roses[17]
- 10 de novembre de 1936 - Barcelona[17]
- 16 de novembre de 1936 - Palamós[18]
- 20 de desembre de 1936 - Colera[18]
- 13 d'abril de 1937 - Sant Carles de la Ràpita i Alcanar[18]
- 14 d'abril de 1937 - Tarragona[18]
- 27 d'abril de 1937 - València
- 8 de juny de 1937 - Palamós, Calella de Palafrugell, Sant Feliu de Guíxols, Tossa de Mar, Blanes i Mataró[18]
- 9 de juny de 1937 - Palamós[18]
- 22 de juliol de 1937 - Mataró i Barcelona[18]
- 13 d'agost de 1937 - Dénia[19]
- 15 d'agost de 1937 - Alacant
- 14 de desembre de 1937 - Palamós[18]
- 18 de febrer de 1938 - Colera i Sant Feliu de Guíxols[18]
- 22 de febrer de 1938 - València[20]
- 23 de febrer de 1938 - Palamós, Sant Feliu de Guíxols i Calonge[18]
- 25 de maig de 1938 - Alacant[21]

## Fi del servei

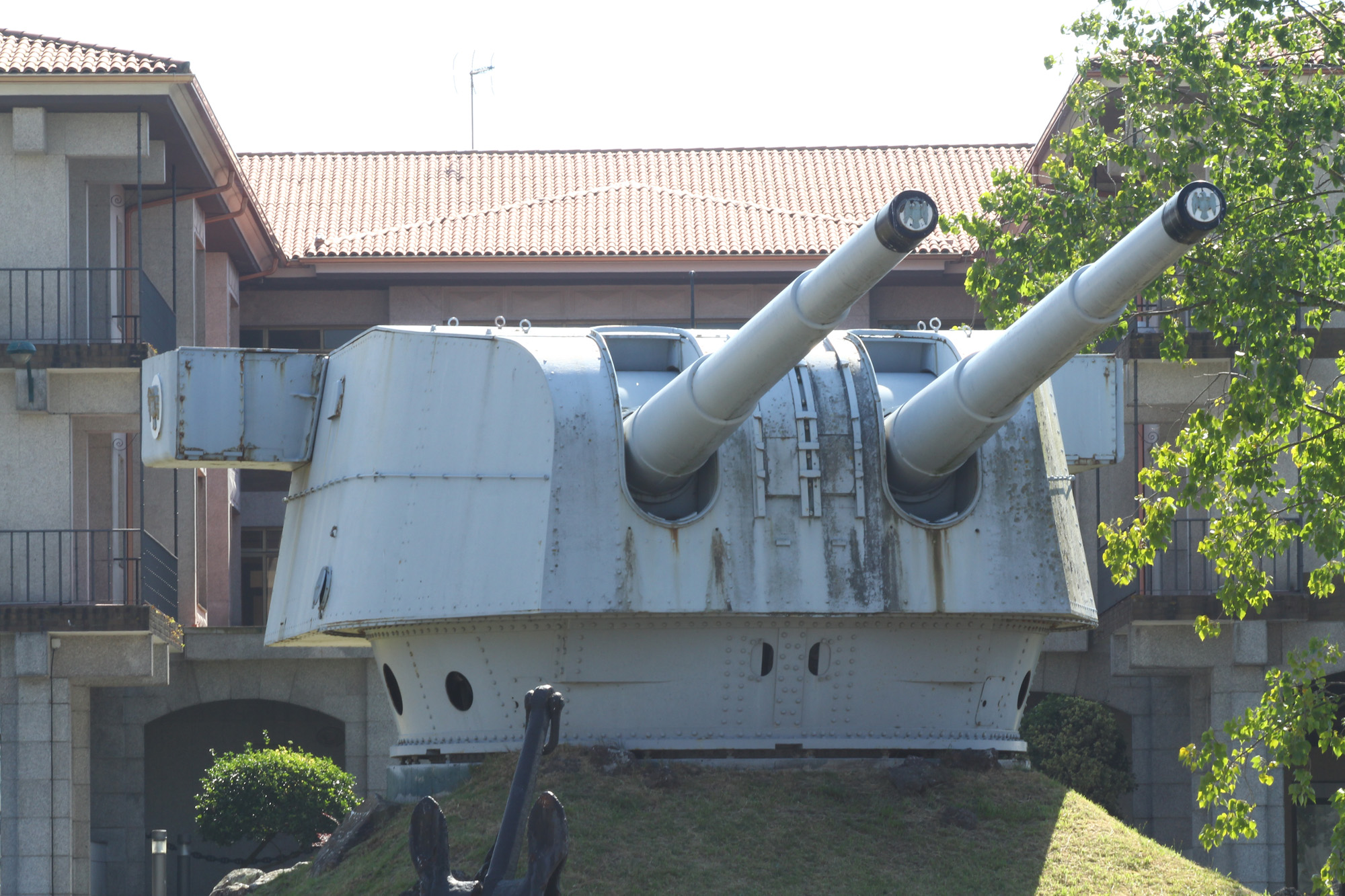
Segona torreta de proa exposada a l'Escola Naval Militar de Marín.

Va ser donat de baixa el 17 de desembre de 1975, quan era l'últim Washington (creuers d'acord amb l'allò reflectit en el Tractat Naval de Washington) en actiu. Va haver-hi intents de salvar-lo per part de les ciutats de Barcelona, Cadis, Santander, Las Palmas de Gran Canària, Santa Cruz de Tenerife i Ferrol, les quals van iniciar gestions per aconseguir la seva cessió i convertir-lo en vaixell museu. Cap dels projectes va arribar a fructificar, sent finalment subhastat per al desballestament el 14 de setembre de 1977, i adjudicat a l'empresa de Madrid Mar SL per 62.205.636 de pessetes.Hi ha diverses parts del creuer que van ser cedides a ciutats o institucions
- El 1980, una de les quatre hèlixs del creuer va ser lliurada a la ciutat de Santa Cruz de Tenerife per a la seva exposició en algun parc públic.

- Es va entregar a Las Palmas de Gran Canària un canó de 120 mm.

- La segona torreta de proa de 203 mm es va donar a l'Escola Naval Militar de Marín.

- El mobiliari de la Cambra de l'Almirall també es va donar a l'Escola Naval Militar de Marín.

- La campana de la nau, el telèmetre i la canya del timó es troben al Museu Naval de Ferrol.